# سينارة بيضاء
سينارة بيضاء (الاسم العلمي: Cinara alba) هي نوع من الحشرات تتبع جنس السينارة من فصيلة المنية.